# Grande Muraille Ming
Pour les articles homonymes, voir Muraille (homonymie).

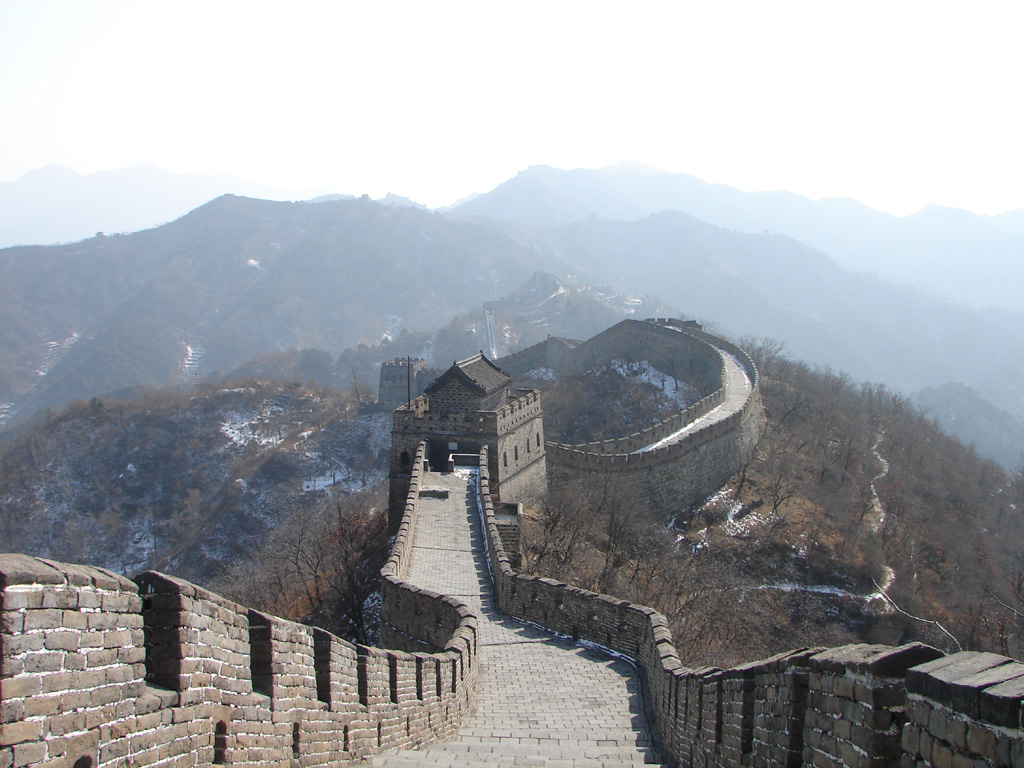
La grande muraille à Mutianyu. Cette section, ainsi que beaucoup d'autres sections célèbres de la Grande Muraille a été construite pendant la dynastie Ming

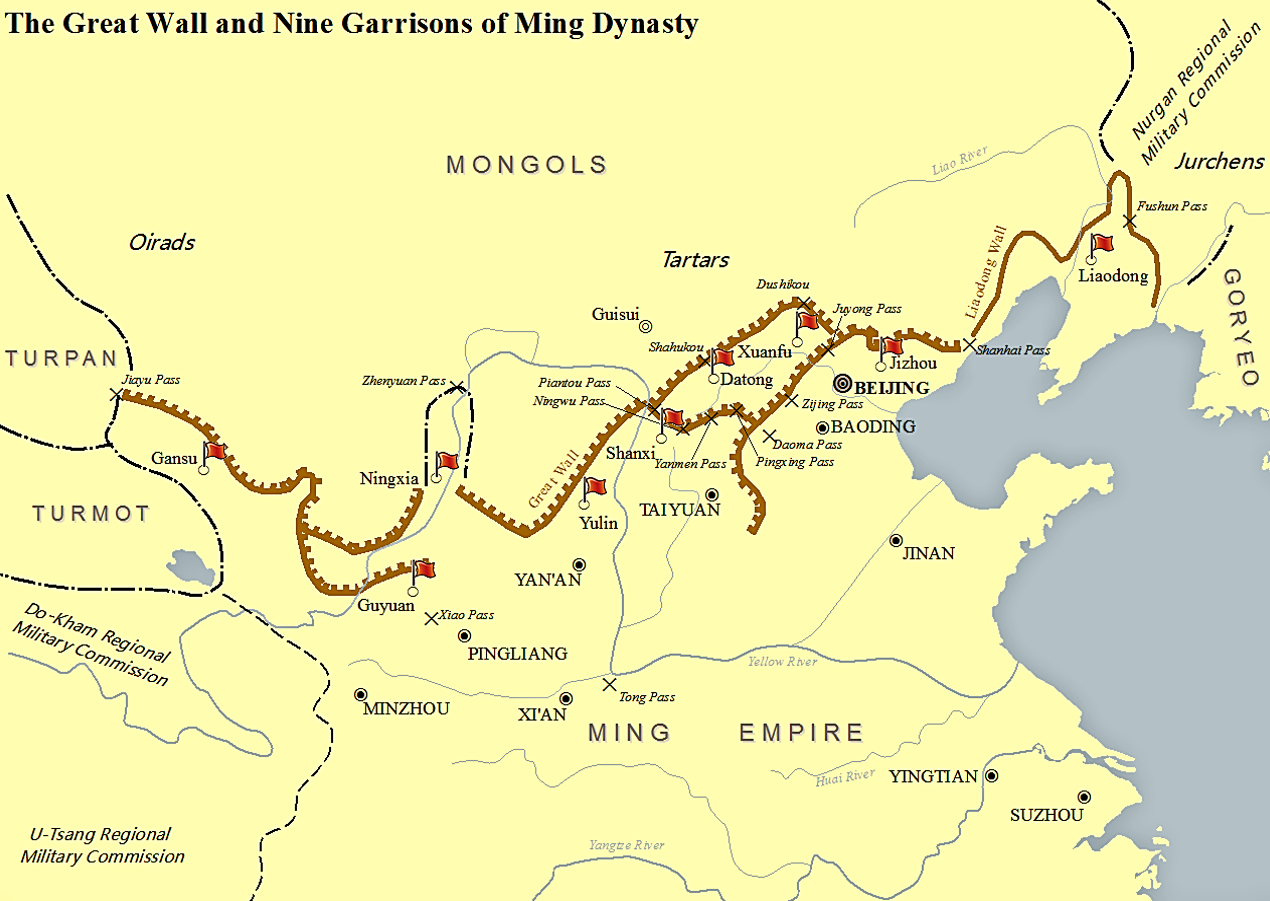
Le territoire de la dynastie Ming et le tracé de ses longs-murs, qui forment l'essentiel de ce qu'on appelle aujourd'hui la Grande Muraille de Chine

La Grande Muraille Ming (明長城, Ming changcheng), construite sous la dynastie Ming (1368-1644), forme aujourd'hui la partie la plus visible et la plus connue de la grande muraille de Chine. Une étude archéologique complète, utilisant des techniques de pointe, a conclu que la longueur totale de cette muraille est de 8 850 km, du col de Jiayu à l’ouest jusqu’à la mer au niveau de la passe de Shanhai, à l'est, où elle fait une boucle pour se terminer en Mandchourie, à la Grande Muraille de Hushan. Elle est composée de 6 259 km de murailles proprement dites, 359 km de tranchées et 2 232 km de barrières défensives naturelles telles que des collines et des rivières.
Alors que les murs érigés sous la dynastie Ming sont généralement appelés « Grande Muraille » (changcheng) à l'époque moderne, ils étaient appelés à l'époque de leur construction « barrières frontalières » (邊牆; bianqiang) par les Chinois, car le terme changcheng renvoyait alors à des images de la tyrannie de Qin Shi Huang (260-210 av. J.-C.).

## Histoire

### Premiers murs et garnisons Ming
En 1368, l’empereur Hongwu (Zhu Yuanzhang, r.   1368  –  98) chasse les Mongols de la dynastie Yuan de Chine et fonde la dynastie Ming. Mais même après qu'ils se sont enfuis en Mongolie, et malgré de nombreuses campagnes militaires, les Mongols continuent d’être un problème pour la dynastie chinoise.
Dans les premières années de son règne, Hongwu envisage une politique frontalière basée sur le déploiement d'armées mobiles le long de la frontière nord, afin de veiller sur la sécurité de la Chine. À cette fin, il établit les "huit garnisons extérieures" proches de la steppe et une ligne de forts intérieurs mieux adaptés à la défense. Cette ligne intérieure est, d'une certaine manière, l’ancêtre de la Grande Muraille Ming. En 1373, alors que les forces Ming subissent des revers, Hongwu met davantage l'accent sur la défense et adopte la suggestion de Hua Yunlong (華雲龍), en établissant des garnisons à 130 points de passages et autres points stratégiques de la région de Pékin. D'autres positions fortifiées sont créées dans les années qui précédent la mort de Hongwu en 1398, et des tours de guet sont organisées de la mer de Bohai à Pékin et plus en profondeur dans les steppes mongoles . Cependant, ces positions ne sont pas un système de défense linéaire et continu, mais plutôt régional et qui ne repose pas encore sur des fortifications lourdes, l'accent étant toujours mis sur les tactiques offensives à l’époque.
Le fils de Hongwu, l'empereur Yongle (r.   1402  –  24) poursuit la politique de lutte ouverte contre les Mongols de son père et, en 1421, déplace la capitale Ming de Nanjing au sud à Pékin au nord, en partie pour mieux gérer ladite lutte. La construction de murs en pierre et en terre commence sous le règne de Yongle, mais cela se limite encore à des cols et passes stratégiques. Il fait également bâtir des tours de signalisation et de longs fossés. Le règne de Yongle voit également le réaménagement des frontières de la dynastie, ce qui conduit à l'abolition de l'intégralité des huit garnisons extérieures, sauf une, pour réduire les dépenses. En agissant ainsi, l'empereur sacrifie ainsi un pied-à-terre essentiel dans la steppe, qui servait de zone tampon entre les Ming et les Mongols. Après la mort de Yongle en 1424, les Ming abandonnent la dernière des huit garnisons, celle de Kaiping (l'ancienne capitale des Yuan, également connue sous le nom de Xanadu) en 1430. La suppression de ces garnisons aura des conséquences à long terme, car la politique étrangère Ming se tourne de plus en plus vers la défense aux dépens de l'offensive, surtout après avoir pris en compte le coût du maintien des garnisons périphériques.
Vers 1442, un mur est érigé par les Ming au Liaodong afin de protéger les colons han d'une possible menace provenant des Jurchens/Mongols de la horde Oriyanghan. En 1467- 68, l'allongement du mur fournit une protection supplémentaire à la région contre les attaques des Jurchens "Jianzhou", dans le nord-est. S'il se situe sur le futur tracé principal de la Grande Muraille, ce "mur du Liaodong" est alors de conception simple : la plupart du temps, il est construit en coulant de la boue entre des rangées parallèles de pieux, avec des fossés creusés des deux côtés. Même si des pierres et des tuiles sont utilisées par endroit, il ne s'agit pas des matériaux de base de ce mur, qui reste très proche de ceux érigés depuis les dynasties Qin et Han
Malgré son repli de la steppe, l'armée Ming reste en position de force jusqu'à la crise de Tumu en 1449, qui provoque l'effondrement du système de sécurité chinois. Plus de la moitié de l'armée chinoise en campagne périt dans le conflit, tandis que les Mongols capturent l'empereur Zhengtong. Cette débâcle militaire brise la puissance militaire chinoise qui avait tellement impressionné et bloqué les Mongols depuis le début de la dynastie, et les Ming sont désormais sur la défensive et ce jusqu'à la chute de la dynastie.
Immédiatement après le désastre, le problème politique le plus pressant suscité par la capture de l'empereur est résolu lorsque le ministre de la Guerre par intérim, Yu Qian (par intérim, car le ministre "officiel" est décédé à Tumu), installe le frère de l'empereur capturé en tant que nouvel empereur Jingtai (r .   1450  –  1459). Les tensions militaires avec les Mongols Oirats restent fortes pendant le règne de Jingtai, car, après une telle débâcle, conclure la paix entre les deux camps aurait été une maladresse politique majeure pour la faction du nouvel empereur et de Yu Qian, son principal soutien. Afin de maintenir une présence militaire, tout en compensant la perte de soldats, des fortifications, des fossés et des remparts sont construits dans des passages importants, notamment à la passe de Zijing (紫荊關), par où les Mongols sont entrés en Chine pendant la crise de Tumu, la passe de Ningwu (關) et celle de Juyong. Les travaux entrepris au cours de cette période marquent un tournant majeur vers la construction de murailles défensives.

### Le mur de l'Ordos

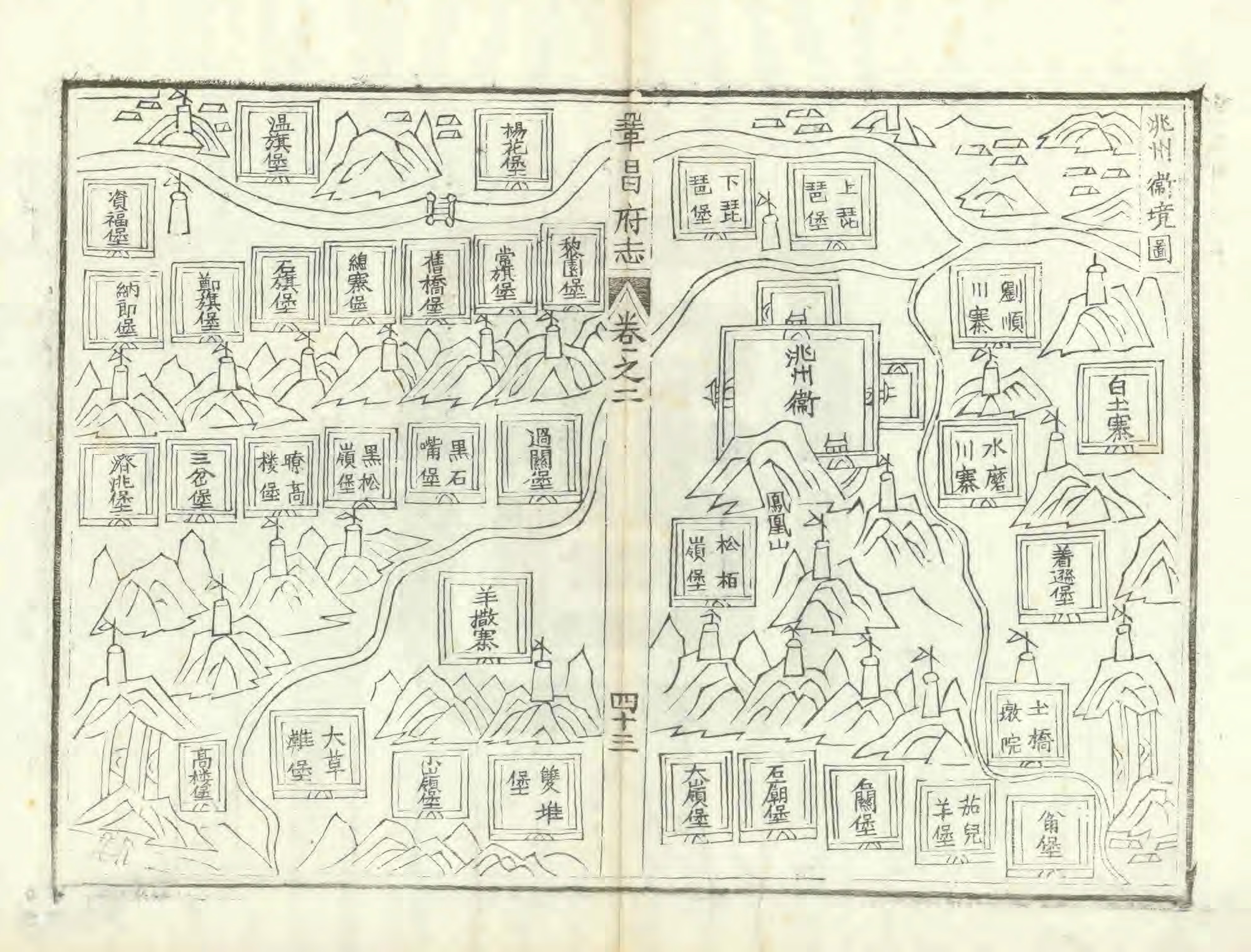
Carte de 1688 des forteresses de la dynastie Ming autour de Taozhou; ce qui correspond actuellement à la ville de Xincheng du Xian de Lintan.

La détérioration de la position militaire des Ming dans la zone de transition de la steppe ouvre la porte à des raids des peuples nomades sur le territoire des Ming, y compris dans la région cruciale de l'Ordos, ce à un niveau sans précédent depuis la fondation de la dynastie. Pour résoudre ce problème, les Ming peuvent soit passer à l'offensive et rétablir leurs positions dans la steppe, soit concéder les zones de transition aux nomades et maintenir une politique défensive et accommodante. À la fin du XVe et au début du XVIe siècle, le choix entre les deux options fait l’objet d’un débat animé au sein de la cour chinoise et de dissensions, qui sont parfois exploitées par diverses factions politiques pour se débarrasser de leurs opposants. La décision de construire les premiers bianqiang de la dynastie Ming est l'un des résultats de ces débats, ces derniers étant vus comme un compromis acceptable.
Alors que les actions offensives contre les différents peuples nomades deviennent quasiment impossibles à organiser en raison d'une pénurie de combattants et de fournitures militaires, Yu Zijun (余子俊; 1429  –  1489) commence par proposer de construire un mur dans la région de l'Ordos en août 1471, mais cela va à l'encontre de la politique offensive traditionnelle datant du début de la dynastie Ming. Le ministre de la Guerre de l'époque, Bai Gui (白圭), essaye de mettre en œuvre une solution offensive depuis son entrée en fonction en 1467, et il s'oppose à la proposition de Yu en raison des craintes qu'il a sur les coûts de constructions de ces fortifications. Le 20 décembre 1472, alors que des informations font état de personnes fuyant les provinces frontalières à cause des lourdes taxes militaires imposées pour financer des campagnes offensives, Yu explique que son projet de mur ne serait pas aussi coûteux que la stratégie offensive et qu'il s'agirait une mesure temporaire, visant à permettre aux Ming de restaurer leur puissance militaire et économique. La cour et l'empereur approuvent le plan et la victoire chinoise de 1473 remportée par Wang Yue (王越) lors de la bataille du lac du Sel Rouge (紅鹽池), décourage les invasions et autres raids mongols assez longtemps pour permettre à Yu Zijun d'achever son projet de mur en 1474. Ce mur, né d'un effort combiné de Yu Zijun et Wang Yue, s'étend de l'actuel Hengcheng (城), dans la ville de Lingwu (nord-ouest de la province du Ningxia) jusqu'à la ville de Huamachi (馬池 鎮) dans le Xian de Yanchi, et de là à Qingshuiying (清水 營) dans le nord-est de la province du Shaanxi. Le tout représente un ouvrage de plus de 2000 li (soit environ 1 100 km) de long. Le long de ce mur, on trouve 800 points forts, postes de garde, tours de phares et de défenses. 40 000 hommes sont enrôlés pour la construction du mur, qui prend plusieurs mois et coûte finalement plus d'un million de taels d'argent. Ce système de défense fait ses preuves en 1482, lorsqu'un groupe important de pillards mongols se retrouve piégé dans les doubles rangées de fortifications et est vaincu par les généraux Ming. Pour les habitants des zones frontalières, cette victoire est vue comme une justification de la stratégie de construction de murs de Yu Zijun. Au milieu du XVIe siècle, le mur de Yu dans les Ordos est transformé en un vaste système de défense comprenant deux murs : le mur de Yu, appelé la « grande frontière » (大邊, Dabian), et une « frontière secondaire » (二邊, èrbiān), soit un second mur construit par Yang Yiqing en retrait du premier.
Après le succès des murs de l'Ordos, Yu Zijun propose la construction d'un autre mur qui s'étendrait du coude du fleuve Jaune dans l'Ordos jusqu'au col de Sihaiye (四海 冶 冶; dans l'actuel Xian de Yanqing), près de Pékin, la capitale, sur une distance de plus de 1300 li (environ  700 km). Ce projet est approuvé en 1485, mais les ennemis politiques de Yu insistent sur les dépassements de coûts et le forcent à abandonner le projet et à se retirer de la vie politique la même année. Pendant plus de 50 ans après la démission de Yu, les luttes politiques au sein de la Cour Impériale empêchent la construction de bianqiang à une échelle comparable à celle du projet de l'Ordos de Yu.
Cependant, pendant cette période, la construction des murs continue indépendamment des affres de la politique de la Cour Impériale, les murs de l'Ordos étant étendus, améliorés et réparés jusqu'au XVIe siècle.

### Les murs de Xuanfu – Datong et le tronçon occidental

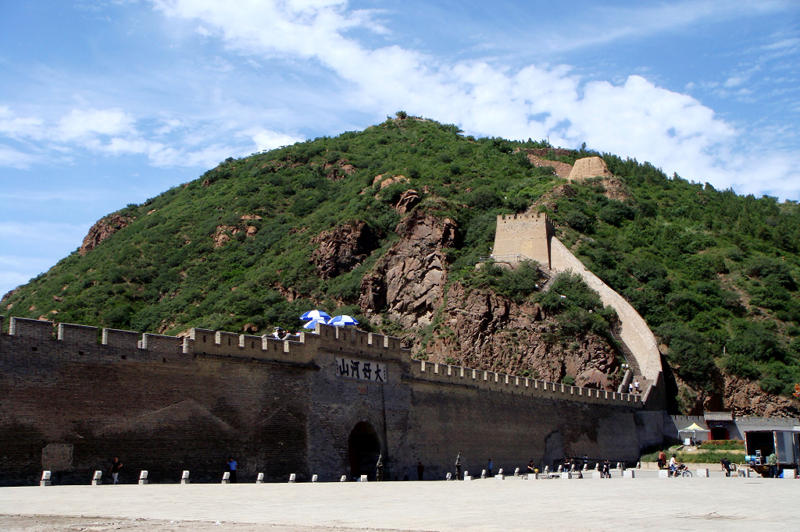
La Grande Muraille à Dajingmen, une partie de la portion Xuanfu de la Grande Muraille. La structure de la porte est une construction de la dynastie Qing.

L'Ordos étant à présent suffisamment fortifié, les Mongols évitent ses murs en se dirigeant vers l'est pour envahir Datong et Xuanfu (宣府; l'actuel district de Xuanhua, province du Hebei), deux garnisons importantes surveillant le corridor menant à Pékin, où aucun mur n'a été construit. À cette époque, les deux lignes de défense de ces garnisons datent pour l'essentiel de la dynastie des Qi du Nord et, même si elles ont été rénovées sous les premiers empereurs Ming, elles sont alors très détériorées. Il faut noter que la ligne intérieure est également la principale ligne de défense de la capitale. À partir des années 1520, des propositions sont faites pour renforcer les défenses de cette région, mais ce plan est perturbé par la résistance de la population locale, peu enthousiaste devant la difficulté et la durée des travaux envisagés. Ce n'est qu'à partir des années 1540 que le chantier progresse réellement.
De 1544 à 1549, les Ming mènent un programme de construction défensive à une échelle sans précédent dans l'histoire de la Chine. Il est dirigé par Weng Wanda (翁萬達; 1498  –  1552), commandant suprême de la zone de défense Xuan-Da (宣大總督) et responsable des zones de Xuanfu, Datong et Shanxi. Des troupes sont redéployées le long de la ligne extérieure, de nouveaux murs et des tours-balises sont construits, et des fortifications sont restaurées et étendues le long des deux lignes de défense. C'est à cette époque que des armes à feu et de l'artillerie sont installées pour la première fois sur les murs et les tours, à des fins de défense et de signalisation. Ce programme est officiellement achevé le sixième mois de 1548, mais les murs continuent d’être progressivement rallongés pendant un certain temps après cette date. À son apogée, la portion Xuan – Da de la Grande Muraille totalise environ 850 km de murs, certaines sections étant doublées de deux lignes de mur, certaines triplées ou même quadruplées. La frontière extérieure est maintenant protégée par un mur appelé «frontière extérieure» (外邊, wàibiān) qui s'étend sur 380 km depuis les rives du fleuve Jaune jusqu'au col du Piantou (偏頭關), courant le long de la frontière entre la Mongolie intérieure et le Shanxi jusqu'à la province du Hebei. Il y a également le mur de la "frontière intérieure"(內邊, nèibiān) qui  commence au sud-est du col du Piantou et s'étend sur quelque 400 km, se terminant au col de Pingxing ; et un "mur de la rivière" (河邊, hébiān) qui part également du col du Piantou et suit le fleuve Jaune vers le sud sur environ 70 km.

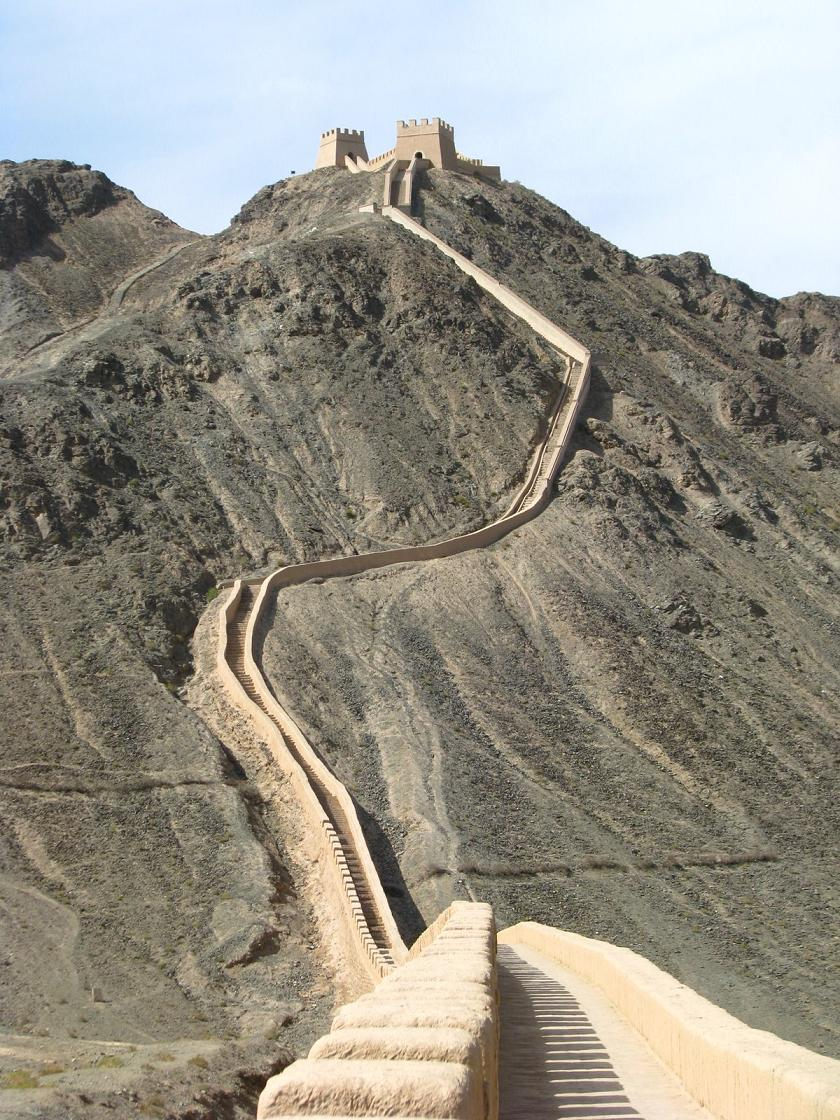
Une section de la grande muraille sur les falaises suspendues (懸壁長城) menant au col de Jiayu

Comme lorsque Yu Zijun avait fait construire le mur de l'Ordos, les Mongols réagissent en déplaçant leurs attaques du secteur nouvellement renforcé de Xuan-Da vers des zones moins bien protégées. C'est ainsi qu'à l'ouest, la province du Shaanxi devient la nouvelle cible principale des attaques des cavaliers nomades, à la recherche de butin à l'ouest de la boucle du fleuve Jaune. Les défenses du col de Jiayu, qui correspond à l'extrémité ouest de la muraille Ming, sont considérablement améliorées avec la construction de nouveaux murs à partir de 1539. À partir de ce point des murailles sont construites de manière discontinue le long du corridor du Gansu jusqu'à Wuwei, où le tracé se scinde en deux. Le tracé nord passe par Zhongwei et Yinchuan, où il arrive à la limite ouest de la boucle du fleuve Jaune avant de rejoindre les murailles de l'Ordos, tandis que la partie sud passe par Lanzhou et continue vers le nord-est jusqu'à Dingbian. Les origines et l'itinéraire exact de cette "boucle tibétaine" ne sont toujours pas clairs.
À l'est, les Mongols Toumètes dirigés par Altan Khan attaquent Sihaiye et Dabaiyang (大白 陽) au cours du septième mois de 1548. Ces localités sont situées beaucoup plus à l'est que celles touchées par les précédents raids et sont beaucoup plus proches de Pékin. Le terrain étant difficile à traverser, le gouvernement Ming n'a pas jugé nécessaire d'ériger des fortifications à cet endroit avant les raids. En réponse, Weng Wanda propose de combler ces lacunes en reliant les murs de Xuan – Da aux tours de signalisation du commandement de la défense de l'est de Jizhou (鎮). Un sixième seulement des 436 000 liangs d’argent demandés pour ce projet sont alloués, et Weng Wanda ne supervise que brièvement ce chantier, avant de quitter ses fonctions à la mort de son père.

### La grande muraille dans la région de Pékin
En 1550, Altan Khan envahit la région de Xuan-Da après s'être vu refuser une demande d'autorisation de commercer avec la Chine. Cependant, malgré plusieurs tentatives, il n'arrive pas à prendre Xuanfu à cause de la double ligne de fortifications construite par Weng Wanda, tandis que la garnison de Datong le corrompt pour ne pas être attaquée. Au lieu de continuer à lancer des raids dans la région, il contourne le mur de Weng Wanda en passant par Gubeikou, une localité moins bien défendue située au nord-est de Pékin. De là, Altan Khan passe à travers les défenses locales et attaque la banlieue de la capitale des Ming. La cour Ming oppose une faible résistance à ce raid et regarde la banlieue brûler en attendant l'arrivée de renforts pour chasser les envahisseurs. Selon une source contemporaine, ce raid a coûté la vie à plus de 60 000 personnes, auxquelles il faut rajouter les 40 000 prisonniers faits par les Mongols. En réponse à ce raid, les Ming déplacent l'essentiel de leurs efforts de défense de la frontière Nord de la région de Xuan-Da à celles de Jizhou et de Changping (鎮) où les Mongols sont passés pour lancer leur raid. Plus tard la même année, les murs en pierre sèche de la région de Ji – Chang sont remplacés par des murailles à base de pierre et de mortier. Ce changement de matériau permet aux Chinois de construire sur des pentes plus raides et plus faciles à défendre, des remparts équipés de créneaux et de judas L'efficacité de ces nouveaux murs est démontrée lors de l'échec du raid organisé par les Mongols en 1554, où ces derniers, s'attendant à une répétition des événements de 1550, sont surpris par les nouvelles murailles et la résistance chinoise.
Mais le succès de la politique de construction de murailles ne se traduit pas toujours par un succès politique pour ses constructeurs. En effet, les détracteurs des bianqiang invoquent les coûts de construction élevés et la grande quantité de soldats nécessaires à leur défense pour justifier leur opposition a la construction de nouveaux murs. En 1557, le grand coordonnateur Wu Jiahui (嘉) est incarcéré pour détournement de fonds à la suite de la construction de murs défectueux ayant couté bien plus cher qu'à l'habitude. À la suite de ce scandale, la construction de nouvelles murailles se doit d’être faite de la manière la plus discrète possible. C'est ainsi que le commandant suprême du Shanxi (山西 總督), Liu Tao (燾), cherche à minimiser l'attention que le personnel politique peut lui porter en affirmant qu'il «construisait sans construire».
En 1567, Qi Jiguang et Tan Lun, deux généraux ayant connu des grands succès dans leur lutte contre les pirates côtiers, sont réaffectés à la gestion des commandements de la défense de Ji et Chang et au renforcement des défenses de la région de la capitale. Ils soumettent une proposition ambitieuse visant à construire 3 000 tours de briques le long de la Grande Muraille et réussissent à faire taire l'opposition politique grâce aux efforts de leurs alliés au sein de la cour impériale. Bien que le nombre de tours soit ensuite ramené à 1 200, le projet, lancé en 1569 et qui s'étale sur deux ans, marque la première utilisation à grande échelle de tours de guet creuses et habitables sur les bianqiang. Jusque-là, la plupart des tours présentes le long de la Grande Muraille sont pleines, avec une petite hutte installée au sommet pour permettre à une sentinelle de s'abriter des éléments et des flèches mongoles. En revanche, les tours de la section de Ji – Chang construites à partir de 1569 sont des structures de briques creuses, permettant aux soldats de vivre dans leur espace intérieur, de stocker de la nourriture, de l’eau, des armes et de se mettre à l’abri des flèches mongoles.
Altan Khan conclut finalement la paix avec la Chine, qui ouvre ses villes frontalières au commerce en 1571, réduisant ainsi le besoin des Mongols de se livrer au pillage. Ceci, associé aux efforts de Qi et Tan pour sécuriser la frontière, apporte une période de paix relative le long de la frontière. Cependant, des raids mineurs se produisent encore de temps en temps lorsque les profits qu'ils engendrent sont supérieurs à ceux générés par le commerce, d’où la poursuite de la construction de nouveaux murs.

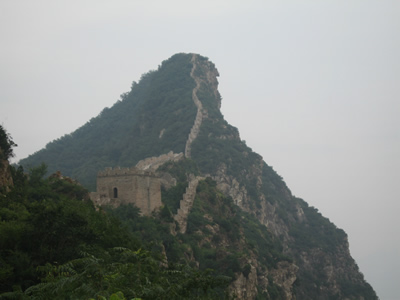
Le tronçon "Escalier vers le Ciel" de la Grande Muraille de Simatai traverse un terrain escarpé. Il est renforcé après le raid de 1576 de manière à « pas laisser passer un seul cheval » 匹馬不入), comme l'a noté un responsable Ming

Le 6 juillet 1576, un petit raid mongol perce une petite brèche dans les bianqiang et entraîne la mort de plusieurs officiers frontaliers de haut rang dans les environs de Simatai, une zone située à 13 km à l'est de Gubeikou. Après cet incident et à partir de 1577, les Ming décident de combler toutes les brèches existant le long de la frontière autour de Pékin tout en renforçant les murailles existantes. En conséquence, les défenses en terre situées autour de Pékin sont démolies et remplacées par d'autres construites en briques de pierre et en sanhetu (三合土), une sorte de précurseur du béton fait de chaux, de tuiles d'argile et de sable. Des zones de terrain difficile, autrefois considérées comme infranchissables, sont également fortifiées, ce qui aboutit à la création d'une Grande Muraille en pierre qui serpente dans des paysages spectaculaires, panorama bien connu par les touristes à l'heure actuelle.
À l'exception d'une pause durant la décennie 1590, période durant laquelle les ressources militaires servent à faire face aux invasions japonaises de la Corée, la construction de murailles se poursuit jusqu'à la fin de la dynastie Ming en 1644.

### Le mur et la chute des Ming
Les dernières décennies des Ming sont marquées par des famines, des inondations, un chaos économique, des rébellions et des invasions. En 1618, Nurhaci, un chef Jurchen à la puissance grandissante, unifie les tribus de la Mandchourie et déclare la guerre aux Ming. Lorsque la garnison de Fushun, située à l'intérieur du mur du Liaodong, se rend à Nurhaci l'année suivante, la cour Ming rassemble une armée sino-coréenne comptant plus de 100 000 hommes pour mater le rebelle, mais elle est vaincue lors de la bataille de Sarhu. Nurhaci fait des progrès substantiels dans sa conquête du Liaodong, jusqu'à ce qu'il soit mortellement blessé par Yuan Chonghuan lors de la bataille de Ningyuan en 1626. Son fils, Huang Taiji, lui succède et travaille à saper la réputation de Chonghuan en propageant des rumeurs voulant que ce dernier collabore avec les Jurchens. Pour donner plus de poids à ces rumeurs, durant l'automne 1629, Huang prend le commandement d'une armée, traverse les territoires mongols et réussit à franchir la Grande Muraille au niveau de Xifengkou avant d'aller ravager la région située autour de Pékin. Il réussit ce coup d'éclat en profitant des divisions existant au sein de l'armée Ming à la suite de l'exécution par Yuan Chonghuan de son frère d'armes, le commandant Mao Wenlong.. C'est avec ce raid, connu sous le nom d'incident de Jisi, que les Jurchen traversent pour la première fois la Grande Muraille pour pénétrer en Chine historique depuis le début de leur révolte dans le nord-est. Yuan Chonghuan envoie à la hâte une armée chasser les pillards qui sont devant les murs de Pékin, mais il est déjà trop tard pour lui, car ses ennemis politiques ont profité de la situation pour prendre le dessus à la Cour Impériale. Chonghuan est accusé de trahison pour ne pas avoir réussi à empêcher l'intrusion de se produire et est exécuté par un lent démembrement en 1630, tandis que sa famille est exterminée ou exilée .

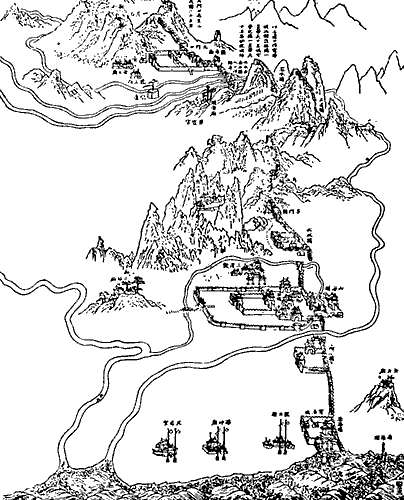
Illustration de la garnison du passage Shanhai à l'époque des conquêtes des Mandchous

À la suite de ce raid, des troupes stationnées dans les zones de défense occidentales de la Grande Muraille sont envoyées vers l'est pour défendre la capitale, ce qui a pour conséquence inattendue l'instauration d'une instabilité accrue dans l'ouest de l'empire. À cette date, le Shaanxi a déjà été victime au cours des années précédentes d'une météo désastreuse ayant provoqué une série de mauvaises récoltes, d'une fiscalité lourde et d'une mauvaise gestion budgétaire. Le départ d'un grand nombre de soldats a donc encouragé les habitants à se tourner vers le banditisme et la rébellion. Les troupes qui sont restées sur place, dont le salaire n'était pas versé et pleines de ressentiment, ont fini par rejoindre les rebelles. Plusieurs chefs plus ou moins puissants finissent par émerger et prendre la tête de ces révoltes, le plus puissant d'entre eux étant Li Zicheng, le «prince fringant» (闖王, Chuǎng Wáng) autoproclamé qui domine la Chine centrale à partir de 1642. À plusieurs reprises, les Ming se retrouvent en position d'écraser ces révoltes, mais à chaque fois ils sont obligés de redéployer leurs troupes plus à l'ouest, à la suite de nouvelles attaques des Jurchen. En effet, après leur raid de 1629, ces derniers franchissent la Grande Muraille à plusieurs reprises y compris en 1634, 1638, et 1642 . Les Ming se révèlent donc incapables de gérer simultanément et efficacement les menaces internes et externes qui pèsent sur eux, et encore moins de maintenir une défense cohérente le long de la Grande Muraille. En 1635, Huang Taiji renomme son peuple les Mandchous et l'année suivante, il se déclare empereur d'une nouvelle dynastie, la dynastie Qing. Cependant, les Mandchous ne sont pas encore disposés à lancer une invasion de grande ampleur pour conquérir la Chine des Ming car, pour reprendre un constat fait par Huang en 1642, "la passe de Shanhai ne peut être empruntée".
Durant les premiers mois de 1644, Li Zicheng achève de consolider son emprise sur sa province natale, le Shaanxi, puis fonde une nouvelle dynastie, la dynastie Shun. Ceci fait, il marche avec ses troupes sur Pékin pour attaquer directement la Cour Impériale Ming. Son itinéraire vers la capitale fait passer l'armée Shun le long de la Grande Muraille, afin de neutraliser les garnisons puissamment fortifiées que l'on trouve tout le long des bianqiang. Li ne rencontre pratiquement aucune résistance et atteint assez facilement son objectif, puisque la plupart des garnisons se rendent aux troupes Shun sans affrontement majeur, sauf au col de Ningwu où le général Zhou Yuji (遇 吉) combat jusqu'à la mort. Au mois d'avril 1644  , les deux grandes garnisons de Datong et Xuanfu se rendent à Li Zicheng, ne laissant comme dernier espoir et ligne de défense des Ming que la garnison de la passe de Juyong, une forteresse de la grande muraille commandée par Tang Tong (唐通). Mais, alors que la cour Ming discute des moyens disponibles pour accroître les provisions de cette forteresse, l'empereur apprend que Tang Tong s'est rendu et a laissé passer l'armée Shun le 21 avril . Toutes ses options étant épuisées, l'empereur Chongzhen se pend lorsque l'armée Shun entre dans Pékin, le 25 avril 1644 .
À cette date, la plus grande armée fidèle aux Ming encore présente dans le nord de la Chine est une garnison frontalière forte de 40 000 hommes commandée par Wu Sangui. Lorsque ce dernier avait appris que la capitale était en danger, il avait quitté la garnison de Ningyuan avec ses troupes pour venir au secours de l'empereur. À mi-chemin de Pékin, Wu apprend que l'empereur s'est suicidé et il décide de rebrousser chemin avec ses hommes pour se rendre à la forteresse de la passe de Shanhai, le terminus oriental du tracé principal de la Grande Muraille. Là, il se retrouve donc pris en tenaille entre les troupes Shun d'un côté de la Grande Muraille et les Mandchous de l'autre. Après quelques délibérations avec ses subordonnés, Wu Sangui décide de résister au nouveau régime Shun, après avoir appris que Li Zicheng avait ordonné l'exécution de sa famille. Les 3  et 10 mai  , Wu Sangui défait à deux reprises l'avant-garde Shun dirigée par le traitre Tang Tong . Malgré ces victoires, il reste lucide et sait parfaitement que seul, il ne pourra jamais combattre le gros des troupes de Li Zicheng, qui a quitté Pékin pour marcher sur Shanhai. Wu Sangui écrit aux Mandchous pour demander de l'aide, leur promettant de "gros bénéfices" s'ils l'aident à vaincre les rebelles. Huang Taiji étant décédé en 1643, les Mandchous sont alors dirigés par le prince-régent Dorgon, qui exerce le pouvoir au nom de l'empereur Shunzhi, le fils mineur de feu Huang. Lorsqu'il reçoit le message de Wu, Dorgon voit là une occasion de revendiquer le mandat du ciel pour les Qing. Dans la réponse qu'il envoie au général chinois, Dorgon indique clairement que les Mandchous sont prêts à l'aider à lutter contre les rebelles mais uniquement s'il accepte de soumettre aux Qing. Wu n'a pas d'autre choix que d'accepter.
Le 27 mai}, alors que l'armée Shun approche de la passe de Shanhai par le sud, Wu Sangui ouvre les portes de la Grande Muraille pour permettre à l'armée Qing de traverser le col par le nord. Jusqu'à ce moment-là, la bataille de la passe de Shanhai qui voit s'affronter les armées de Li Zicheng et Wu Sangui tournait en faveur de Li; mais l'apparition soudaine des bannières mandchoues provoque la déroute des troupes Shun. Après avoir traversé la Grande Muraille, les Mandchous s'emparent de Pékin le 5 juin sans rencontrer de résistance, les troupes de la dynastie Shun ayant quitté la ville après l'avoir pillée . Ils finissent par vaincre à la fois la dynastie Shun et la résistance des Ming du Sud, établissant ainsi le pouvoir Qing sur toute la Chine.

## Construction

### La main d’œuvre
La décision de construire les murailles ne relève pas uniquement du pouvoir central Ming. En effet, divers "commandements de défense" (鎮, biānzhèn) situés le long de la frontière disposent d'une autonomie considérable pour traiter le problème que représentent les peuples nomades, ce qui conduit à une approche décentralisée de la construction de murailles le long de la frontière. Chaque projet de construction de muraille est conçu pour faire face aux menaces imminentes ou potentielles pesant sur de courtes sections de la frontière nord de l'empire. Ils ne dépendent jamais d'une autorité plus importante qu'un seul commandement de défense régional, et le plus souvent ils ne dépassent pas les quelques centaines de mètres. Dans la plupart des cas, les décisions de politique frontalière de cette période sont prises par le commandant suprême ou le grand coordinateur chargé du commandement de défense, qui transmet ensuite ses propositions au ministère de la Guerre (兵部, Bīngbù) et à l'empereur pour approbation. Si le projet est approuvé, son financement est assuré par le ministère de la Guerre et le ministère des Revenus (戶 部, Hùbù). La Grande Muraille Ming est construite de manière fragmentée par un certain nombre de commandants régionaux sur une longue période et n'est pas un projet monumental commandé de A à Z par le gouvernement central. Les périodes où un ministre ordonne la construction de murailles en continu sur une distance importante sont plus des exceptions que la règle et même là, ce sont les commandements régionaux qui assurent l'avancement du chantier, le pouvoir central ne jouant qu'un rôle de coordination.
On trouve trois groupes principaux d'ouvriers parmi les constructeurs de la Grande Muraille Ming : les gardes-frontières, les paysans et les condamnés. Vers la fin de la période Ming, on trouve de plus en plus d'artisans qualifiés au sein des ouvriers chargés de la construction des murs, car ces derniers sont de plus en plus sophistiqués et compliqués à construire.
Concernant les gardes-frontières, il faut noter également que, pendant toute la période Ming, la chine souffre d'un manque de soldats disponibles en raison de la faible productivité des colonies militaires, appelées weisuo (衛所). On estime que la frontière nord, soit la frontière la mieux gardée de la Chine des Ming, était tenue militairement à hauteur de 40%, ce qui équivaut à 300 000 hommes sur une frontière de d'environ 3 300 km. À cause de la faible productivité des fermes militaires et de la nécessité de disposer de davantage de gardes le long de la frontière, la plupart des soldats déployés sur les frontières sont issus de familles de militaires ayant servi dans lesdites fermes. Ces soldats ont participé à la construction de la Grande Muraille, car après la crise de Tumu, les responsables Ming préfèrent adopter une posture défensive pour protéger la frontière nord. Comme indiqué tout le long de cet article, cette posture se concrétise par la construction de forteresses et de murailles tout le long de la frontière nord. Et comme il s'agit d'ouvrages militaires, c'est l'armée qui est chargée de la construction de la Grande Muraille. Selon la colonie militaire, et le général chargé des travaux, le travail peut être rémunéré ou non. Si les soldats sont payés, cela représente en moyenne six livres d'argent par homme et par an. Mais, comme pour les paysans et les condamnés, le gouvernement fait toujours appel à la conscription pour les soldats, ce qui signifie que ceux présents sur les chantiers sont dans l'obligation de travailler.
Comme les dynasties précédentes, les fonctionnaires Ming recrutent également des paysans des zones environnantes pour travailler à la construction des murailles pendant les saisons où ils ne travaillent pas aux champs. On sait peu de choses sur la façon dont ces paysans sont recrutés ou comment ils travaillent, mais le plus souvent ce sont des conscrits très peu rémunérés.
À côté des paysans et militaires, les condamnés représentent le dernier grand groupe d'ouvriers chargés de la construction des murailles. En fait, il s'agit de la portion de soldats affectés aux chantier qui ne sont pas issus des familles de militaires des weisuo. Au début de la dynastie Ming, seuls les militaires condamnés par la justice sont envoyés en exil à la frontière; mais avec le temps, des civils condamnés subissent le même traitement. Comme les fonctionnaires Ming voulaient créer davantage de familles de militaires et ainsi augmenter le peuplement et le rendement des weisuo, une politique de mariage se met en place. C'est ainsi que les condamnés non mariés se voient souvent offrir par les autorités une femme, elle-même condamnée par la justice, pour fonder une famille.
En plus de ces principaux groupes d'ouvriers affectés à la construction des murailles, on trouve sur les chantiers des maçons professionnels. Ces derniers sont engagés par l'empereur pour construire les parties les plus sophistiquées du mur, celles pour lesquelles on utilise des briques et du mortier à la place de la terre battue. L'empereur rémunère mieux ces travailleurs spécialisés en raison de leur savoir faire et de leur maitrise des diverses méthodes de construction, comme l'utilisation de four pour fabriquer les briques, la construction de murs adaptés au terrain, etc.
Les conditions de vie et de travail des ouvriers chargés de construire les long-murs sont misérables et beaucoup d'entre eux décèdent sur place. Le simple fait de se rendre sur un chantier de la Grande Muraille est un voyage dangereux, durant lequel beaucoup d'ouvriers meurent. Ce voyage difficile rend également l’approvisionnement des chantiers en nourriture et autres fournitures extrêmement difficile. Une fois installés "au mur", les travailleurs vivent dans des conditions inhumaines, car les maladies et autres épidémies sont endémiques, les besoins les plus élémentaires compliqués à satisfaire et il est extrêmement dangereux de se déplacer. Ces facteurs, combinés au climat de travail rigoureux institué par les généraux chargés de la construction des murs, entraînent un taux de mortalité élevé sur les chantiers de construction. Ce dernier point explique pourquoi beaucoup appellent la Grande Muraille "le plus long cimetière du monde".
Les soldats Ming qui construisent et gardent la Grande Muraille se voient attribuer des terres à proximité, pour que leurs familles puissent s'y installer et cultiver de petites parcelles. Il existe en tout 158 villages de ce type. Chengziyu (城子 峪) dans le district de Funing, dans le Hebei, fait partie de ces villages situés à proximité de la Grande Muraille. Les ancêtres des habitants actuels ont été recrutés dans les districts de Jinhua et de Yiwu, dans la province du Zhejiang, et ont servi dans l'armée Ming sous Qi Jiguang.

### Techniques de construction
Plusieurs techniques sont utilisées pour construire ces murs. Comme matériaux de construction, les Ming utilisent la terre, la pierre, le bois et la chaux comme les dynasties précédentes. Mais ils utilisent aussi des briques et des tuiles, en particulier dans les zones de terrain plus accidenté, ce qui est alors une technique nouvelle en Chine. Ces briques et tuiles sont fabriqués en utilisant des fours spécifiques, qui sont une invention récente à l'époque ou débutent les travaux. Les matériaux sont transportés sur des centaines de kilomètres, soit à dos d'homme, soit à l'aide de charrettes à bras ou de brouettes, soit sur des charrettes à traction animale.
Sur le chantier, les ouvriers utilisent principalement deux techniques pour la construction du mur. La première est la méthode de la terre battue, qui est utilisée sur des zones planes et qui était également utilisée par les dynasties précédentes. On utilise les matériaux présent sur l'emplacement du chantier et a proximité, qui sont compressés ensemble pour construire le mur. La dynastie Ming affine cette technique en l'utilisant à plus grande échelle que les dynasties précédentes. Les constructeurs des murs Ming crée également une nouvelle technique, la méthode à deux couches, qui implique l'utilisation de briques et de tuiles. Cette méthode est utilisée principalement sur les terrains accidenté, comme des collines et des montagnes. Les briques sont empilées en diagonale si l'inclinaison ou le déclin du sol est inférieur à 45 degrés et assemblés en escaliers si l'inclinaison ou le déclin est supérieur à 45 degrés.

## Évaluation
Dans les milieux universitaires, les avis sur le rôle du mur dans la chute de la dynastie Ming sont mitigés. Des historiens tels qu'Arthur Waldron et Julia Lovell critiquent cette frénésie de construction de murailles à la lumière de son échec ultime en matière de protection de la Chine. Le premier a comparé la Grande Muraille à l'échec de la ligne Maginot des Français au cours de la Seconde Guerre mondiale. Cependant, le chercheur indépendant David Spindler note que le mur n’est qu’un aspect d’une politique étrangère complexe, et qu'il est « blâmé de manière disproportionnée », car il s’agit de la relique la plus visible de cette politique.